# Ljetna razmjena
Ljetna razmjena (eng. Summertime Switch) je filmska komedija Alana Mettera iz 1994.

## Sinopsis
Freddie Egan (Jason Weaver) siromašan je crni dječak s ulice koji preživljava kao sitni lopov i prevarant. Boravak u popravnim domovima za njega je uobičajena stvar. Upravo je ponovno osuđen i ljeto će provesti na prisilnom radu. Frederick Egan III (Rider Strong) razmaženi je bogataški sin. Iako ima sve što poželi, nedostaje mu obitelj: ni otac ni majka nemaju vremena da budu s njim. Zato mu otac na kraju školske godine ostavlja poruku na videokaseti u videu u luksuznoj limuzini da mu je organizirao ljetovanje u kampu za bogatu djecu, u kojemu su boravila djeca američkih predsjednika i drugih uglednika. Stjecajem okolnosti autobus za bogataše i policijski autobus za malodobne prijestupnike kreću s istog mjesta. Budući da Freddie i Frederick pokušavaju naći načina da izbjegnu svoja odredišta, motaju se u gužvi oko autobusa, a s obzirom na to da se jednako zovu, dolazi do zabune: Freddie dolazi među bogataše, a Frederick ide na prisilni rad. Freddie misli da sanja, a Frederick isprva vjeruje da mu je to otac organizirao, a zatim se nada da će zabuna biti brzo ispravljena.

## Glumci
- Jason Weaver kao Freddie Egan
- Rider Strong kao Frederick Egan III
- Richard Moll kao Jimmy
- Teresa Ganzel kao Victoria Sykes
- Soleil Moon Frye kao Peggy
- Barry Williams kao Frederick Egan II
- Nicole Leach kao Christine
- Tighe Swanson kao Ferret
- David Tom kao Todd
- Isaac Lidsky kao Numbers
- Patrick Renna kao Modem
- Casey Sandler kao narednik Waldren
- Russ Wheeler kao James
- Kent Shaffer kao Hoops
- Dennis Neal kao Joe
- Erik Vincent Garbus kao Biff
- Phyllis Alexion kao gospođa Cline
- Victoria Edwards kao Monica

## Vanjske poveznice
- Ljetna razmjena u internetskoj bazi filmova IMDb-a